# Meysey Hampton
Meysey Hampton är en ort i Storbritannien.   Den ligger i grevskapet Gloucestershire och riksdelen England, i den södra delen av landet, 120 km väster om huvudstaden London. Meysey Hampton ligger 105 meter över havet och antalet invånare är 566.
Terrängen runt Meysey Hampton är platt. Runt Meysey Hampton är det tätbefolkat, med 790 invånare per kvadratkilometer. Närmaste större samhälle är Swindon, 15,8 km söder om Meysey Hampton. Trakten runt Meysey Hampton består till största delen av jordbruksmark.